# Знайти коротуна
«Знайти коротуна» (англ. Get Shorty) — кінофільм, екранізація однойменного роману Елмора Леонарда. У 2005 році вийшов сиквел фільму — «Будь крутішим!», заснований на продовженні повісті.

## Сюжет
Гангстер і рекетир Чилі Палмер, потрапивши до Голлівуду, де йому належало вибити гроші з продюсера, який заборгував мафії, приймає рішення зняти фільм, використовуючи для сюжету свій особистий багатий досвід і глибоке знання кіно, яке він обожнює. Причому сценарій списується буквально з життя, так як мафіозні розбірки, які тримають глядача в напрузі, тривають весь екранний час. Гангстери з Маямі, з Колумбії і Лос-Анджелеса розлучаються з життям в цій картині фатальних помилок куди прозаїчніше, ніж у кіно, але скільки комічних ситуацій у цій прозі — прекрасний сценарій Скотта Френка за романом Елмора Леонарда.

## У ролях
| Актор              | Роль          |
| ------------------ | ------------- |
| Джон Траволта      | Чилі Палмер   |
| Джин Гекмен        | Гаррі Зіммі   |
| Денні ДеВіто       | Мартін Віер   |
| Рене Руссо         | Карен Флорес  |
| Денніс Фаріна      | Рей Барбоні   |
| Делрой Ліндо       | Бо Катлетт    |
| Джеймс Гандольфіні | Ведмідь       |
| Девід Пеймер       | Лео Дево      |
| Лінда Харт         | Фей Дево      |
| Джон Гріз          | Ронні Вінгейт |
| Бетт Мідлер        | Доріс Сафрон  |

## Цікаві факти
- У фільмі часто зустрічається книга, нібито написана героєм Денні ДеВіто — Мартіном Віером. Англійською її назва — «Weir'd Tales» («Історії Віера»). Якщо ж прибрати апостроф, то ми отримаємо назву реального журналу «Чудернацькі історії», в якому вперше опублікувався майстер жахів і містики Говард Лавкрафт з його оповіданням «Дагон» (1917). Ймовірно, це перегукується із спрямованістю фільмів Гаррі Зімма — жахи.
- Фільм досить точно слідує тексту книги, проте є деякі суттєві відмінності. Так Бо Кетлетт у книзі постає «білим негром» (за висловом Чилі Палмера), і саме він є головним антагоністом. У фільмі ж таким антигероєм є Рей Барбони, роль якого в книзі, навпроти, незначна. Сюжетна лінія з Пабло Ескобаром, який прилетів на пошуки племінника Йайо, а також візит Боунс до Гаррі відсутні в книзі. Також у фільмі додані кілька комедійних елементів (наприклад, обставини смерті Момо, боса Чилі, в книзі більше серйозні, ніж у фільмі).
- Сюжет «Містера Лавджоя», сценарію, за яким Гаррі хоче зняти фільм, згадується тільки в книзі. Головний герой у ньому — власник квіткового магазину, на ім'я якого і названий фільм. Його сина збиває власник автомайстерні Ел Роксі, однак завдяки хорошим адвокатам, він отримує лише позбавлення прав на півроку. Лавджой вирішує простежити за ним і зняти на камеру як Роксі, незважаючи на вирок суду, їздить на своєму Кадилаку». Йому допомагають подруга його сина Ілона і повія Лола, у який з Елом Роксі свої рахунки. Лавджой вдається відобразити порушення Роксі вироку суду, але після повторного слухання того знову позбавляють прав, цього разу на рік. Однак сам Роксі подає зустрічний позов за вторгнення в особисте життя і виграє. Лавджой зобов'язаний виплатити компенсацію, для чого йому доведеться продати свій магазин. Але, незважаючи на все це, Лавджой продовжує стежити за Роксі і знімати, як той після п'яної вечірки з нагоди перемоги в суді сідає за кермо і їздить по нічному місту. Роксі зауважує Лавджоя й женеться за ним. Фінальна сцена відбувається біля квіткового магазину Лавджоя, там, де був збитий його син. Роксі хоче збити Лавджоя, але, не впоравшись з керуванням, врізається в магазин і гине.
- Спочатку студія хотіла , щоб режисером фільму став Квентін Тарантіно. Незважаючи на відмову, саме він порадив Джона Траволти погодитися на роль Чилі Палмера. Через два роки Тарантіно зняв фільм Джекі Браун, заснований на іншій повісті Елмора Леонарда «Ромовий пунш».
- Режисер Баррі Зонненфельд спочатку хотів, щоб Денні ДеВіто зіграв Чилі Палмера, однак він у цей час знімав свій фільм Матильда, тому знявся у другорядній ролі Мартіна Віера.
- У сцені в магазині аеропорту майже на кожній обкладинці журналу присутній Мартін Віер, навіть на обкладинці Playboy є посилання на його інтерв'ю
- Баррі Зонненфельд не любив цей фільм, тому що в ньому було мало дії, проте позитивні відгуки глядачів змусили його змінити свою думку. Примітно те, що в книзі багатьом героям не подобається сценарій «Містера Лавджоя» з цієї ж причини.
- На думку Елмора Леонарда, це найкраща екранізація його книги.
- У кінотеатрі Чилі Палмер дивиться фільм 1958 року «Дотик зла» Орсона Веллса.
- В кінці фільму персонажі згадують схожість двох фільмів-вестернів — Ріо Браво і Ель Дорадо, в яких «Джон Вейн зіграв Джона Вейна».
- На початку фільму як камео знявся тезко головного героя — Ернест «Чилі» Палмер, один Елмора Леонарда і прототип головного героя. Він грає одного з приятелів Рея Барбони.
- Також у фільмі знявся його режисер, Баррі Зонненфельд. Він грає швейцара, який зустрічає Лео Дево біля готелю в Лос-Анджелесі.
- Єдине поява Джиммі Кепа, боса Барбони — на яхті, де йому роблять масаж. Актор, який зіграв його, Алекс Рокко, знявся в ролі Мо Гріна у фільмі Хрещений батько, де його персонажа вбили якраз під час сеансу масажу. Це — своєрідна данина поваги режисера Баррі Зонненфельда.

## Знімальна група
- Режисер — Баррі Зонненфельд
- Сценарист — Скотт Френк, Елмор Леонард
- Продюсер — Денні ДеВіто, Майкл Шамберг, Стейсі Шер
- Композитор — Рольф Кент